# منتدى الديمقراطية والتنمية والأخلاق
منتدى الديمقراطية والتنمية والأخلاق (بالفرنسية: Forum pour la Démocratie, le Développement el la Moralité)‏ كان حزبًا سياسيًا في بنين.

## التاريخ
خاض الحزب انتخابات عام 1995 البرلمانية في إطار تحالف «الجيل الجديد» مع الاتحاد الوطني للتضامن والتقدم. حصل الحزبان على 2.4% من الأصوات وفازا بمقعدين. وشغل المقعدان سليمان زومارو ومامودو زومارو.
في انتخابات 1999، كان جزءًا من تحالف سورو، الذي فاز بمقعد واحد.